# فانور
فانور (بالإنجليزية: Vannur)‏ هي منطقة سكنية تقع في الهند في منطقة بلجاوم.